# Райнигер, Лотта
Лотта Райнигер (нем. Lotte Reiniger, 2 июня 1899, Берлин — 19 июня 1981, Деттенхаузен) — немецкий режиссёр анимационного кино, получившая мировую известность благодаря силуэтным фильмам.

## Биография
Родилась 2 июня 1899 года в Берлине-Шарлоттенбурге в семье банковского служащего Карла Райнигера и его жены Элеоноры. С шести лет Лотта интересовалась театром и вырезала силуэты. В кино её привлекали фильмы-сказки и феерии Жоржа Мельеса. Она быстро освоила технику китайского силуэта и вырезала силуэты для школьных театральных спектаклей, в том числе «Ромео и Джульетта». Очень большое впечатление на неё произвели фильмы с участием Пауля Вегенера «Пражский студент» (1913) и «Голем» (1914). В Певческой академии Берлина она прослушала лекцию Вегенера, впервые узнав о трюковых съемках и фантастических возможностях кино.
С 1916 по 1917 год Райнигер посещала актерскую школу, параллельно работая статистом в Немецком театре. В этот период она изготовила целый ряд силуэтов актеров, в том числе и Пауля Вегенера, который в 1916 году привел её в кино. Она изготовила рамки для промежуточных титров сначала в фильме «Свадьба Рюбецаля», а затем в фильме «Гамельнский крысолов». Режиссёр Рохус Глизе также заказал ей силуэты. Благодаря Вегенеру Райнигер познакомилась с группой молодых кинематографистов-экспериментаторов из Института культурологии в Берлине Гансом Кюрлисом, Карлом Виртом и Карлом Кохом, её будущим мужем. С их помощью осенью 1919 года она сняла первый анимационный фильм «Орнамент влюбленного сердца».
С 1920 по 1924 год Райнигер сняла несколько рекламных фильмов и четыре короткометражных силуэтных фильма, которые более 40 недель демонстрировались в кинотеатрах УФА. В 1923 году для фильма «Нибелунги» Фрица Ланга она сняла эпизод «Сон сокола», который не был использован. В том же году молодой банкир Луи Хаген предложил ей финансирование и производство длинного силуэтного фильма. В результате трехлетней работы был снят первый полнометражный фильм «История принца Ахмеда» (позднее «Приключения принца Ахмеда») по сказке из «Тысячи и одной ночи».
Частный показ фильма для 2000 приглашенных гостей состоялся 2 мая 1926 года в «Фольксбюне» и прошел с большим успехом. После положительных отзывов в прессе фильм был продан во Францию. Французская премьера, в подготовке которой участвовал Жан Ренуар, состоялась в июле 1926 года в Париже. После успеха фильма во Франции у него наконец нашелся прокатчик и в Германии. Официальная немецкая премьера состоялась 3 сентября 1926 года в кинотеатре «Глория-Паласт» в Берлине.
В июле—августе 1926 года Райнигер вместе с Бертольтом Брехтом провела отпуск на юге Франции, где она изготовила силуэты для «Трехгрошовой оперы». Заявка «Мария приходит», написанная для неё Брехтом и Элизабет Гауптман, осталась нереализованной. В 1927—1928 годах Райнигер сотрудничала с Паулем Дессау, Куртом Вайлем и Паулем Хиндемитом, которые написали музыку для фильма «Доктор Дулиттл».
В октябре 1929 года режиссёр Рохус Глизе приступил к съемкам игрового фильма «Погоня за счастьем» (Die Jagd nach dem Glück) про актёров карнавального театра теней по сценарию Райнигер и Коха.
В 1930—1932 годах Райнигер сняла три звуковых короткометражных силуэтных фильма «10 минут Моцарта», «Арлекин» и «Сисси». В 1933 году уехала в Париж, где её муж работал соавтором Ренуара. Изготовила силуэты сцен из фильма «Мадам Бовари» Ренуара, а также силуэты для фильма «Дон Кихот» Пабста. В 1934 году Райнигер вернулась в Берлин, где она сняла несколько силуэтных фильмов, в том числе «Папагено» по «Волшебной флейте» Моцарта.
В 1936 году Райнигер получила приглашение в Англию, где она представила свою коллекцию сначала в Бристоле, а затем в Музее Виктории и Альберта в Лондоне. Она познакомилась с Джоном Грирсоном, Альберто Кавальканти и Бэзилом Райтом и поставила фильмы «Завтрак короля» и «Приданое». Для фильма Ренуара «Марсельеза» она сделала эпизод игры теней. В 1939 году, в то время как её муж работал с Ренуаром в Риме, Райнигер жила в доме Ренуара в Антибе. Французский режиссёр очень ценил творчество Райнигер, называя её большим мастером театра теней, а её фильм «Приключения принца Ахмеда» — шедевром. С началом войны она уехала к мужу в Рим, где они до 1944 года жили у Висконти.
В 1944 году Райнигер вернулась в Берлин, ухаживала за больной матерью и работала в Имперском институте кино. В 1945 году вместе с Элизабет Шульц учредила «Берлинские игры теней». С 1946 по 1947 год работала художником-оформителем в театре на Шиффбауэрдамм.
В 1949 году вместе с мужем уехала в Лондон. В 1953—1955 годах сняла 12 короткометражных анимационных фильмов для Би-би-си и американского телевидения.
После смерти мужа, последовавшей 1 декабря 1963 года, Райнигер много работала для театра, занималась книжной иллюстрацией. В 1970 году была издана её книга «Театры теней и фильмы теней» (Shadow Theatres and Shadow Films). Летом 1971 года она изготовила 146 силуэтов к четырем операм Моцарта — «Женитьба Фигаро», «Дон Джованни», «Так поступают все», «Волшебная флейта», которые были опубликованы в 1988 году. Она выступала с лекциями, проводила мастер-классы о технике силуэта и анимации — прежде всего в США и Канаде, а также во Франции, Норвегии, Турции, Германии и Италии.
В 1975 году началось её сотрудничество с National Film Board of Canada, для которого она сделала 16-минутный фильм «Окассен и Николет» по средневековой французской балладе. В 1979 году после двух лет подготовки был снят 24-минутный фильм «Кольцо и роза» по рассказу Теккерея.
Осенью 1980 года Райнигер переехала в Деттенхаузен под Тюбингеном к семье пастора и актёра театра теней Альфреда Хаппа. Кроме лекций и кинопоказов, она вместе с Хаппом выступала в театре теней. В 1980 году в рамках посвященной кино выставки в Киноинституте Дюссельдорфа сняла 8-минутный анимационный фильм «Четыре времени года».
Лотта Райнигер скончалась 19 июня 1981 года в Деттенхаузене. В 1992 году в Тюбингене был открыт Музей Лотты Райнигер.

## Фильмография
1916 Свадьба Рюбецаля (Rübezahls Hochzeit). Полнометражный фильм режиссёра Пауля Вегенера. Райнигер изготовила силуэты для промежуточных титров.
1916 Прекрасная китайская принцесса (Die schöne Prinzessin von China). Силуэтный фильм с актёрами, которые видны на экране только как тени, режиссёр Рохус Глизе. Райнигер исполнила костюмы, декорации и спецэффекты
1918 Апокалипсис (Apokalypse). Короткометражный фильм режиссёра Рохуса Глизе с изображающими ужасы войны силуэтами Райнигер
1918 Гамельнский крысолов (Der Rattenfanger von Hameln). Полнометражный фильм режиссёра Пауля Вегенера. Райнигер изготовила силуэты промежуточных титров и анимированные модели крыс.
1919 Орнамент влюблённого сердца (Das Ornament des verliebten Herzens). Первый силуэтный короткометражный фильм Райнигер
1920 Потерянная тень (Der verlorene Schatten). Полнометражный фильм режиссёра Рохуса Глизе. Райнигер анимировала сцену, в которой музыкант сам не отбрасывает тени, но тень от его скрипки во время игры движется по стене.
1920 Амур и верные влюблённые (Amor und das standhafte Liebespaar). Силуэтный анимационный короткометражный фильм с одним живым актёром, который взаимодействует с силуэтами.
1920 Секрет маркизы (Das Geheimnis der Marquise) реклама крема Nivea
1920 Баркароль (Die Barcarole), реклама конфет Mauxion dessert
1921 Летающий сундук (Der fliegende Koffer), по рассказу Ганса Христиана Андерсена
1921 Вифлеемская звезда (Der Stern von Bethlehem)
1922 Золушка (Aschenputtel), по братьям Гримм
1922 Спящая красавица (Dornröschen), по братьям Гримм
1926 Приключения принца Ахмеда (Die Abenteuer des Prinzen Achmed)
1928 Китаец, который казался мёртвым (Der scheintote Chinese)
1928 Сегодня танцует Мариэтт (Heut tanzt Mariett). Полнометражный фильм режиссёра Фредерика Цельника с силуэтными эффектами Райнигер
1928 Доктор Дулиттл и его звери (Doktor Dolittle und seine Tiere), 65-минутный полнометражный фильм по роману Хьюза Лофтинга
1929 Погоня за счастьем (Die Jagd nach dem Glück), полнометражный фильм режиссёра Рохуса Глизе c 20-минутной силуэтной анимацией Райнигер (в качестве одного из представлений театра)
1930 10 минут Моцарта (Zehn Minuten Mozart)
1931 Арлекин (Harlekin)
1932 Сисси (Sissi), 10-минутная силуэтная анимация, подготовленная для показа между актами одноимённой оперетты Фрица Крайслера
1933 Дон Кихот (Don Quixote). Полнометражный фильм режиссёра Георга Вильгельма Пабста. Райнигер анимировала силуэты для вступления, в котором Дон Кихот читает книгу о приключениях рыцаря.
1933 Кармен (Carmen), по опере Бизе
1934 Крутящееся колесо (Das rollende Rad)
1934 Кот в сапогах (Der Graf von Carabas), по братьям Гримм
1934 Украденное сердце (Das gestohlene Herz), по басне Эрнста Кайенбурга
1935 Папагено (Papageno), сцена из оперы Моцарта «Волшебная флейта»
1935 Калиф-аист (Kalif Storch), по сказке Вильгельма Гауффа
1935 Галатея (Galathea: Das lebende Marmorbild)
1935 Маленький трубочист (Der Kleine Schornsteinfeger), по рассказу Эрика Уолтера Уайта
1936 Королевский завтрак (The King’s Breakfast), по поэме А. А. Милна
1937 Приданое (The Tocher), рекламный фильм для General Post Office (G.P.O.)
1937 Марсельеза (La Marseillaise). Полнометражный фильм режиссёра Жана Ренуара. Райнигер подготовила сцену — представление кукольного театра теней о необходимости Французской революции
1939 Цирк мечты (Dream Circus), по балету Игоря Стравинского «Пульчинелла» (не завершен)
1939 Эликсир любви (L’Elisir D’Amore), по опере Гаэтано Доницетти (не завершен)
1944 Золотой гусь (Die goldene Gans), по братьям Гримм
1949 Приветственная телеграмма (Greetings Telegram), рекламный фильм для G.P.O.
1949 Ранняя почта на Рождество (Post Early for Christmas), рекламный фильм для G.P.O.
1949 Лицензия на радио (Radio License), рекламный фильм для G.P.O.
1950 Шерстяной балет (Wool Ballet), рекламный ролик для лондонского Crown Film Unit
1951 День рождения Мэри (Mary’s Birthday)
1953 Аладдин (Aladdin)
1953 Волшебный конь (The Magic Hors)
1953 Белоснежка и Розочка (Snow White and Rose Red), по братьям Гримм
1954 Три желания (The Three Wishes), по братьям Гримм
1954 Кузнечик и муравей (The Grasshopper and the Ant), по басне Лафонтена
1954 Храбрый портняжка (The Gallant Little Tailor), по братьям Гримм
1954 Спящая красавица (The Sleeping Beauty), по братьям Гримм
1954 Принц-лягушка (The Frog Prince), по братьям Гримм
1954 Калиф-аист (Caliph Stork), по сказке Вильгельма Гауффа
1954 Золушка (Cinderella), по братьям Гримм
1955 Гензель и Гретель (Hansel and Gretel), по братьям Гримм
1955 Дюймовочка (Thumbelina), по Гансу Христиану Андерсену
1955 Джек и бобовое зернышко (Jack and the Beanstalk), по братьям Гримм
1956 Вифлеемская звезда (The Star of Bethlehem)
1957 Прекрасная Елена (Helen La Belle), по оперетте Жака Оффенбаха
1958 Сераль (The Seraglio), по опере Моцарта
1960 Крысолов из Гамельна (The Pied Piper of Hamelim), для Рождественской Пантонимы в театре Ковентри
1961 Принц-лягушка (The Frog Prince), для рождественской пантонимы в театре Ковентри
1962 Малыш Сэнди (Wee Sandy), для антрактов театра Глазго
1963 Золушка (Cinderella), для рождественской пантонимы в театре Ковентри
1975 Окассен и Николет (Aucassin and Nicolette), по средневековой песне-сказке
1979 Кольцо и роза (The Rose and the Ring), по рассказу Уильяма Теккерея
1980 Четыре времени года (Vier Jahreszeiten)

## Последователи
- Энтони Лукас — австралийский художник, режиссёр анимационных фильмов, автор инсталляций. Является учредителем и владельцем независимой анимационной студии «Spindly Figures», располагающейся в Мельбурне, Австралия. Его мультфильм в технике силуэтной анимации «Загадочные географические исследования Джаспера Морелло» был номинирован на Каннском международном кинофестивале 2005 года на Золотую пальмовую ветвь в категории Лучший короткометражный фильм и на премию Оскар (Лучший короткометражный фильм, 2006).
- Мишель Осело — французский режиссёр анимационных фильмов, номинант и лауреат многочисленных международных кинофестивалей.